# هارولد لوسون
هارولد لوسون (بالإنجليزية: Harold Lawson)‏ هو مهندس وعالم حاسوب أمريكي، ولد في 13 ديسمبر 1937 في فيلادلفيا في الولايات المتحدة.